# 1-디옥시-D-자일룰로스 5-인산
1-디옥시-D-자일룰로스 5-인산(영어: 1-deoxy-D-xylulose 5-phosphate, DXP, DOXP) 또는 디옥시자일룰로스 5-인산(영어: deoxyxylulose 5-phosphate)은 비메발론산 경로의 대사 중간생성물이다.

## 같이 보기
- 비메발론산 경로
- DXP 생성효소
- DXP 리덕토아이소머레이스